# جون لوي (لاعب كريكت)
جون لوي (21 فبراير 1888 - 27 يوليو 1970) (بالإنجليزية: John Lowe)‏ هو لاعب كريكت بريطاني (وحمل سابقاً جنسية المملكة المتحدة لبريطانيا العظمى وأيرلندا).